# Stapelfeld
Stapelfeld är en kommun (Gemeinde) i Kreis Stormarn i förbundslandet Schleswig-Holstein i norra Tyskland. Folkmängden uppgår till cirka 2 000 invånare. Stapelfeld ligger vid stadsgränsen till Hamburg och bredvid motorvägen A1.
Kommunen ingår i kommunalförbundet Amt Siek tillsammans med ytterligare fyra kommuner.